# PCHL 1945/46
Die Saison 1945/46 war die zehnte reguläre Saison der Pacific Coast Hockey League (PCHL). Meister wurden die Vancouver Canucks.

## Teamänderungen
Folgende Änderungen wurden vor Beginn der Saison vorgenommen:
- Die Pasadena Panthers stellten den Spielbetrieb ein.
- Die Seattle Stars stellten den Spielbetrieb ein.
- Die Vancouver Vanguards stellten den Spielbetrieb ein.
- Die New Westminster Royals wurden als Expansionsteam in die Liga aufgenommen.
- Die Vancouver Canucks wurden als Expansionsteam in die Liga aufgenommen.

## Reguläre Saison

### Abschlusstabellen
Abkürzungen: GP = Spiele, W = Siege, L = Niederlagen, T = Unentschieden, GF = Erzielte Tore, GA = Gegentore, Pts = Punkte

#### North Division
|                        | GP | W  | L  | T | GF  | GA  | Pts |
| ---------------------- | -- | -- | -- | - | --- | --- | --- |
| Vancouver Canucks      | 64 | 37 | 27 | 0 | 308 | 247 | 74  |
| Portland Eagles        | 58 | 29 | 29 | 0 | 257 | 261 | 58  |
| Seattle Ironmen        | 58 | 29 | 29 | 0 | 251 | 214 | 58  |
| New Westminster Royals | 58 | 26 | 32 | 0 | 228 | 268 | 52  |

#### South Division
|                         | GP | W  | L  | T | GF  | GA  | Pts |
| ----------------------- | -- | -- | -- | - | --- | --- | --- |
| Oakland Oaks            | 40 | 25 | 15 | 0 | 188 | 159 | 50  |
| Hollywood Wolves        | 40 | 21 | 19 | 0 | 157 | 157 | 42  |
| San Diego Skyhawks      | 40 | 21 | 19 | 0 | 145 | 139 | 42  |
| Los Angeles Monarchs    | 40 | 17 | 23 | 0 | 189 | 208 | 34  |
| San Francisco Shamrocks | 40 | 11 | 29 | 0 | 159 | 229 | 22  |